# Mico rondoni
Mico rondoni  (лат.) — вид приматов семейства игрунковые. Эндемик Бразилии. 

## Классификация
Был описан в 2010 году, видовое название получил в часть знаменитого исследователя Амазонки Кандиду Рондона. До этого включался в состав вида Mico emiliae. Входит в группу видов Mico argentatus. 

## Описание
Как и другие представители группы M. argentatus, имеет серебристую шерсть, кроме тёмной головы, и белого пятна на лбу. Шерсть конечностей красновато-коричневая на бёдрах и почти чёрная на ступнях. Хвост чёрный. Вес в среднем 330 грамм. Длина тела 22 см, длина хвоста около 30 см.

## Распространение
Встречается в юго-западной части амазонского дождевого леса в Бразилии. Эндемик штата Рондония, где его ареал ограничен реками Маморе, Мадейра и Жипарана.

## Статус популяции
Международный союз охраны природы присвоил этому виду охранный статус "Уязвимый". Несмотря на способность адаптироваться к потревоженной среде обитания, этот вид возможно является наиболее уязвимым среди всех видов рода Mico.